# Melchior Stephan
Melchior Stephan (ur. 25 grudnia 1660 w Cieszynie, zm. po 1720) - garbarz, autor kroniki spisanej w języku niemieckim.
Był synem Melchiora (ur. 14 marca 1630, zm. 25 grudnia 1688), rajcy miejskiego, i Katarzyny, córki Jerzego Gleuzera.
17 lutego 1688 poślubił Katarzynę, córkę Christiana Alberta, z którą miał pięcioro dzieci.